# Gregorij Rožman
Dr. Gregorij Rožman (9. března 1883, Dolinčice – 16. listopadu 1959, Cleveland) byl lublaňský biskup, významná postava válečného Slovinska a antikomunista.
Na konci druhé světové války uprchl ze Slovinska na Západ a komunistickými soudy byl v nepřítomnosti odsouzen za kolaboraci. Rozsudek byl po pádu komunistického režimu zrušen.

## Životopis
Narodil se v Dolinčicích nedaleko Bleiburgu v dnešním Rakousku jako nejmladší ze sedmi dětí. Absolvoval národní školu v Šmihelu, gymnázium v Klagenfurtu a od podzimu 1904 studoval v Klagenfurtu bohoslovectví. V srpnu 1907 se stal knězem a jako kaplan následně působil v obci Borovlje. Zanedlouho se odebral do Vídně, kde pokračoval ve studiu teologie, kde odpromoval v červnu 1912. Poté působil opět v Klagenfurtu, kde vyučoval církevní právo a v letech 1914 až 1919 byl profesorem morální teologie a kanonického práva. V důsledku mírových smluv došlo k rozdělení území mezi Rakousko a Království Srbů, Chorvatů a Slovinců. Zanedlouho – v červenci 1919 – se Rožman stal poradce generálního vikáře Matiji Raindla. Po ustavení Univerzity v Lublani byl na návrh církevního historika Janeze Zoreta přijat na Teologickou fakultu jako profesor církevního práva. V březnu 1929 se stal lublaňským biskupem koadjutorem. Lublaňským biskupem se stal 1. srpna 1930. V roce 1935 spolupracoval na uzavření jugoslávsko-vatikánského konkordátu.
Rožman v předvečer italské okupace rozhodl o likvidaci tajných archivů biskupství, aby se okupantům nedostaly do rukou, 20. dubna 1941 pak v doprovodu preláta Ignacija Nadraha a děkana France Kimovce navštívil vysokého komisaře Lublaňské provincie Emilia Grazioliho, kterému přislíbil, že církevní úřady budou s Italy spolupracovat. Již na podzim 1941 pak Rožman obdržel od italského duceho Benita Mussoliniho italské státní vyznamenání. V souladu s encyklikou Divini Redemptoris z roku 1937, v níž byl komunismus označen za první zlo ("primum malum") se slovinské církevní instituce vymezovaly ostře nejen proti komunistům, ale i proti národněosvobozeneckému boji a Osvobozenecké frontě, jejíž byli komunisté hlavní silou. Z počátečního pouhého deklarování věrnosti okupantům přešli mnozí duchovní v Lublaňské provincii k aktivní činnosti proti národněosvobozeneckému hnutí, když mladé odrazovali od vstupu do Osvobozenecké fronty a současně vybízeli ke vstupu do různých fašistických organizací. V roce 1944 pak byla dokonce vydána brožura "Co potřebuje každý Slovinec vědět o Osvobozenecké frontě", v níž byl boj proti národněosvobozeneckému hnutí označen za boj za Boha a křesťanskou kulturu. Styky s okupanty však Rožman také využil k přímluvě za internované vězně, Židy a osoby bez politické příslušnosti – celkem se jednalo o více než 1,2 tisíce lidí, jeho intervence v otázce deportovaných, zadržených duchovních, ortodoxních Srbů atd. – se dotkly dalších přibližně čtyř tisíc. V říjnu 1941 se v pastýřském listu ohradil proti říšskoněmeckému násilí na slovinském obyvatelstvu a v květnu 1942 informoval papeže o jednání italských okupačních orgánů, které proti Slovincům používají tvrdá opatření. Oficiální stížnost přednesl Rožman osobně vysokému komisaři Lublaňské provincie v říjnu 1942 a současně komisaře vyzval, aby italská správa propustila všechny, kteří jsou vězněni bez zákonného důvodu. Veřejné kritické vystoupení proti činnosti italských okupantů vymluvil Rožmanovi papež v květnu 1942, když by takové jednání mělo podle papeže za následek jen Rožmanovu internaci někde v Itálii. 20. dubna 1944 v 9:30 ale celebroval Rožman mši pro příslušníky Slovinské domobrany, jíž se ovšem nezúčastnili říšskoněmečtí zástupci. Účast na pozdější slavnostní přísaze odmítl, při další přísaze se omluvil pro bolest v krku. 30. ledna 1945 vojenskou přehlídku u kostela svaté Trojice zhlédl.
Již 5. května 1945 Rožman opustil spolu s generálem Leonem Rupnikem a dr. Janezem Kraljićem Slovinsko a odcestoval do Klagenfurtu, jenž byl v britském pásmu. Jugoslávie se na Brity obrátila 6. června 1945 se žádostí o vydání Rožmana, avšak Britové – zejména po zásahu Vatikánu – Rožmana nevydali. V průběhu května 1945 byl již Rožman v jugoslávských médiích otevřeně označován za válečného zločince, avšak obvinění mu bylo sděleno až 15. července 1945.
Rožman byl souzen ve společném řízení s generálem Leonem Rupnikem, vedoucím administrativy Lublaňské provincie, s jeho tajemníkem Milko Vizjakem, generálem SS Erwinem Rösenerem, s velitelem policie Lovro Hacinem a funkcionářem Slovinské lidové strany dr. Mihou Krekem. Rožman byl v nepřítomnosti shledán vinným vlastizradou a spoluprací s nepřítelem a odsouzen k trestu odnětí svobody na osmnáct let, těžkým pracím a ztrátě občanství.
V listopadu 1947 byl za pomoci amerického vojenského duchovního převezen z Klagenfurtu do Salcburku, odkud odcestoval v březnu 1948 do Švýcarska. Nuncius zanedlouho Rožmana informoval, že jugoslávská vláda požaduje po Švýcarsku, aby Rožmanovi nadále neposkytovalo útočiště, a tak se Rožman obrátil na americkou ambasádu v Curychu se žádostí o vydání víza. Dne 1. července 1948 odcestoval do USA, kde se usadil v Clevelandu, a tam v roce 1959 zemřel.

## Rehabilitace
V roce 1998 připravil tehdejší generální prokurátor Anton Drobnič stížnost pro porušení zákona ve věci odsouzeného Rožmana, avšak tento návrh nebyl nikdy předložen soudu. Stížnost na porušení zákona tak nakonec podalo lublaňské arcibiskupství a Nejvyšší soud Republiky Slovinsko v říjnu 2007 rozsudek z roku 1946 zrušil pro rozpory a nesrovnalosti. Věc byla vrácena Krajskému soudu v Lublani k došetření, a ten v dubnu 2009 trestní řízení ve věci biskupa Rožmana zastavil.